# Protula bispiralis
Protula bispiralis is een borstelworm uit de familie van de kalkkokerwormen (Serpulidae). Protula bispiralis werd in 1822 voor het eerst wetenschappelijk beschreven door de Franse zoöloog Marie Jules César Savigny.

## Beschrijving
Protula bispiralis hebben lichamen die uitgroeien tot lengte van 65 mm in een buis met een diameter tot 10 mm. Het zijn mooie kokerwormen, met een witte schelpachtige buis en twee fel oranjerode spiralen van gevederde takken die eruit steken. Net alle borstelwormen bestaat het lichaam van deze worm uit een kop, een cilindrisch, gesegmenteerd lichaam en een staartstukje. De kop bestaat uit een prostomium (gedeelte voor de mondopening) en een peristomium (gedeelte rond de mond) en draagt gepaarde aanhangsels (palpen, antennen en cirri).

## Verspreiding en leefomgeving
Deze dieren worden gevonden voor de Zuid-Afrikaanse kust van de Kaappunt tot Durban, van subtidaal en tot minstens 25 meter. Deze dieren groeien onder keien of spleten en worden vaak gezien op verticale rotswanden. Ze gebruiken hun voedingskronen om microplankton te vangen.